# Where Is My Mind?
«Where Is My Mind?» es una canción de la banda de rock alternativo e indie rock estadounidense Pixies. Es la séptima canción de su álbum de 1988, Surfer Rosa. Fue compuesta por el líder de la banda Black Francis mientras estudiaba en la Universidad Amherst de Massachusetts, inspirado por sus experiencias como submarinista en el Mar Caribe. Después dijo sobre la canción que "había un pez pequeño que no paraba de perseguirme. No sé por qué -no sé demasiado sobre el comportamiento de los peces". Aunque nunca entró en listas, la canción es una de las favoritas entre los seguidores de la banda y un habitual en sus conciertos.
La canción comienza con Frank Black tocando un patrón de cuatro acordes dos veces con guitarra acústica con el resto de la banda uniéndose para la primera estrofa de la canción. Al terminar la primera estrofa Black continúa tocando los cuatro acordes durante el estribillo, para terminar de golpe, hasta que la banda vuelve a unirse para comenzar la segunda estrofa donde Joey Santiago incluye un pequeño solo de guitarra para repetir la primera estrofa y terminar la canción.
"Where Is My Mind?" aparece en la última escena y en los créditos de la película de 1999 Fight Club. Otra película de 1998 utilizó también la canción, The Adventures of Sebastian Cole. También apareció en un comercial de HBO para The Dark Knight. En 2007 apareció en el capítulo 45 de la serie The 4400. En 2009 es incluida en la banda sonora de la película Mr. Nobody dirigida por Jaco Van Dormael y protagonizada por Jared Leto. En la película de 2009 Observe and Report aparece una versión de la banda City Wolf. También para la película Sucker Punch estrenada en 2011, se utilizó una nueva versión, cantada por la misma protagonista de la película Emily Browning y Yoav. En 2015 se utilizó la versión en piano de Maxene Cyrin en la escena final del noveno capítulo de la serie Mr. Robot. Y también en la película protagonizada por Keanu Reeves, Knock Knock (2015). En 2015 se utilizó una versión a piano en un teaser tráiler del videojuego Uncharted 4: A Thief's End, llamado "Man Behind the Treasure"
El luchador de All Elite Wrestling Orange Cassidy utilizó por primera vez esta canción como su nuevo tema de entrada en marzo de 2021. El CEO de AEW, Tony Khan, firmó un acuerdo de varios años para usar la canción y dijo, “cada uso de la canción en AEW vivirá en nuestra biblioteca de contenido para siempre a perpetuidad.

## Legado
"Where is My Mind?" fue votada en el puesto número 29 de Las 100 mejores canciones de todos los tiempos hecha por la emisora de radio australiana, Triple J, después de más de medio millón de votaciones.

## Versiones
"Where Is My Mind?" ha sido versionada por artistas como MULTIPASS, Yoav, City Wolf, Alice Donut, James Blunt, The Frames, Placebo, Nothing But Thieves, Pearl Jam, Toadies, M.I.A., Hurra Torpedo, Chantal Kreviazuk, The Coral Sea, Nada Surf, Ghoti Hook, A+ Machines, Emmy the Great, Zox, Hey, Finch, Moda Disordini, Gavin Rossdale, Raine Maida, Mike Baiardi, Grater Than B, House of Wires, Invincibles, Storm Large, Leit Motif, Lwyz's Music Xperience, Paul Nagi, Roadsaw, Stereotypewriter, John Strohm, Tallywood Strings, Bobby Bare, Jr., Zombina and the Skeletones, Kings of Leon, La Vida Bohéme, Calpurnia, The Supervillians, La Chona Xperience, Los Rayobacks, Trampled by Turtles, THePETEBO, Milky Chance y Noah and the Whale ft. The Vaccines, Kurt Cobain. Esta canción fue tocada junto a Placebo, y viene incluida en el DVD Soulmates Never Die.